# Più tardi Claire, più tardi...
Pour plus de détails, voir Fiche technique et Distribution.
Più tardi Claire, più tardi... est un giallo italien réalisé par Brunello Rondi et sorti en 1968.

## Synopsis
Le film se déroule en Toscane en 1912. Le juge à la retraite George Dennison, sa femme Claire et leur fils Robert arrivent dans une villa du monte Argentario pour l'été. Peu après une fête, Claire et Robert sont tous deux assassinés. Un an plus tard, Dennison rencontre par hasard une femme beaucoup plus jeune que lui, Anne, qui lui rappelle sa femme Claire. Lorsqu'il amène Anne à la villa, la famille Dennison se comporte avec hostilité envers Anne. Tous les membres de la famille Dennison semblent avoir quelque chose à cacher.

## Fiche technique
- Titre original italien : Più tardi Claire, più tardi...[1]
- Réalisation : Brunello Rondi
- Scenario : Brunello Rondi, Giuseppe Mangione, Vittoriano Petrilli
- Photographie : Carlo Bellero (it)
- Musique : Giovanni Fusco (dirigé par Bruno Nicolai)
- Décors : Demofilo Fidani
- Costumes : Lina Vitelli
- Production : Gaetano Amato
- Société de production : Bianconero Film
- Pays de production :  Italie
- Langue originale : Italien
- Format : Noir et blanc - 1,85:1 - Son mono - 35 mm
- Durée : 93 minutes
- Genre : Giallo
- Dates de sortie :
  - Italie : juillet 1968

## Distribution
- Gary Merrill : George Dennison
- Elga Andersen : Claire / Ann
- Georges Rivière : Dr. Falk
- Rossella Falk : Evelyn
- Margarita Robles Menéndez (es) : Lady Florence
- Adriana Asti : Ruth
- Marina Malfatti : la nièce de George
- Michel Lemoine : maître Guicciardi
- Tania Béryl (it) : Sarah
- José Villasante : Ted
- Janine Reynaud : Althea
- Diana Rabito : Irène
- Ivy Holzer : Ivy

## Production
À la fin des années 1950, le réalisateur Brunello Rondi est considéré comme un intellectuel respecté et reconnu en Italie. Après le manque de succès financier de son film précédent, Le Démon dans la chair, Rondi explique dans une interview avec Dario Argento en 1965 que pour son prochain film Più tardi Claire, più tardi..., il n'a « aucune intention de faire un polar, ou un film d'épouvante, ou même une histoire à suspense, à la Hitchcock. Ce qui m'intéresse vraiment, c'est de saisir avec un film se déroulant en 1912 les origines de la dégénérescence de la bourgeoisie contemporaine, et de dépeindre cette décadence avec une violence extrême. J'ai lu très peu de romans policiers dans ma vie. Et je dois dire que je ne les aime même pas beaucoup. Dans mon film, il y a bien un crime, et une enquête. Mais ce n'est qu'un prétexte, dans une histoire pleine de haine qui se déroule dans les dernières années de la Belle Époque, alors qu'une sorte de fausse euphorie se décomposait, tandis qu'on pouvait entrevoir les premiers signes de la guerre imminente, les signes de la haine et du renforcement de la lutte des classes ».
Le film a été tourné au cours de l'été 1965, au Castello della Castelluccia à Rome et à l'Argentario en Toscane. Il est passé l'égide de différentes productions jusqu'à ce qu'il échoit finalement à la société Bianconero Film, qui a fait faillite en mars 1966. Le film est resté inédit pendant trois ans avant d'obtenir son visa de censure le 26 juin 1968 et d'être distribué par Indipendenti regionali en juillet 1968 dans les cinéma italiens. Cette sortie pendant l'été est passée inaperçue et le film n'a gagné en visibilité qu'avec la diffusion télévisée de 1980.
Une partie jamais filmée du scénario original comprenait une séquence dans laquelle le juge Dennison participait à une orgie dans les bois impliquant toute sa famille et ses amis, tandis que le chef d'orchestre Guicciardi dirigeait le numéro. En outre, les notes manuscrites du réalisateur montrent que la fin originale était complètement différente de la version finale, qui aurait inclus une scène dans laquelle les perversions de Dennison et de sa famille ont été découvertes ; une autre scène montrait le cadavre momifié de Claire dans la villa, et l'identité du meurtrier aurait également été différente. Rondi a probablement dû supprimer ces scènes de la version originale pour répondre aux exigences des producteurs qui souhaitaient un film plus commercial.